# Bağbaşı, Hadim
Bağbaşı là một thị trấn thuộc huyện Hadim, tỉnh Konya, Thổ Nhĩ Kỳ. Dân số thời điểm năm 2011 là 1.965 người.